# 黄花石花
黄花石花（学名：Corallodiscus flabellatus var. luteus）为苦苣苔科珊瑚苣苔属下的一个变种。

## 扩展阅读
- 維基物種上的相關：黄花石花